# Alex (Oklahoma)
Alex es un pueblo ubicado en el condado de Grady en el estado estadounidense de Oklahoma. En el año 2010 tenía una población de 550 habitantes y una densidad poblacional de 31,79 personas por km².

## Geografía
Alex se encuentra ubicado en las coordenadas 34°54′55″N 97°46′47″O / 34.91528, -97.77972 (34.915343, -97.779711).

## Demografía
Según la Oficina del Censo en 2000 los ingresos medios por hogar en la localidad eran de $27,353 y los ingresos medios por familia eran $31,364. Los hombres tenían unos ingresos medios de $29,750 frente a los $21,563 para las mujeres. La renta per cápita para la localidad era de $13,455. Alrededor del 18.5% de la población estaban por debajo del umbral de pobreza.